# 무함마드 페라리
무함마드 페라리(영어: Muhammad Ferarri, 2003년 6월 21일~)는 인도네시아의 축구 선수로, 포지션은 수비수. 현재 리가 1의 페르시자 자카르타와 인도네시아 축구 국가대표팀 소속으로 활동하고 있다.